# 大花婆婆纳
大花婆婆纳（学名：Veronica himalensis），为車前草科婆婆纳属下的一个植物变种。